# 深山南芥
深山南芥（学名：Arabidopsis lyrata），为十字花科鼠耳芥屬下的一个种，曾是隸屬於南芥属。

## 扩展阅读
維基物種上的相關：深山南芥